# Romanent de supernova

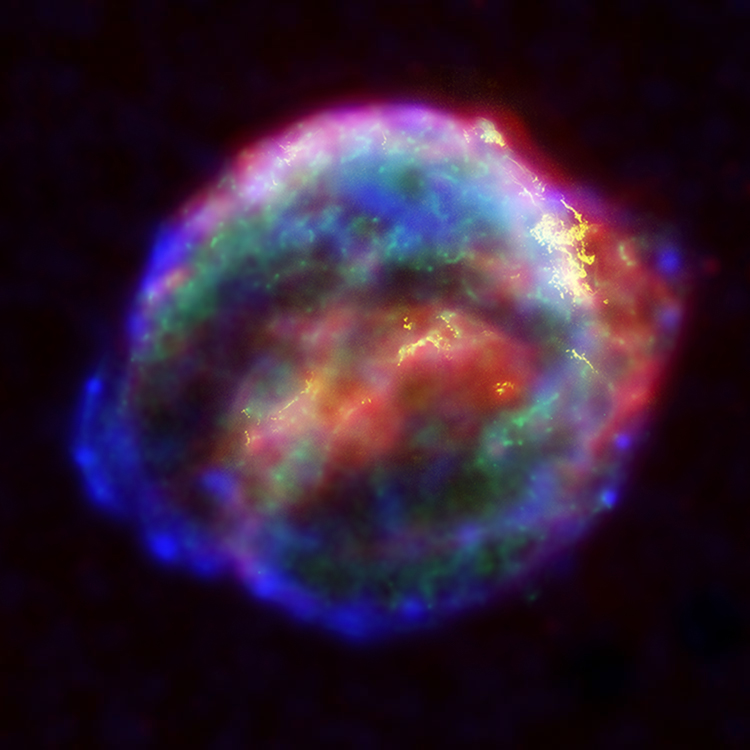
Romanent de la supernova de Kepler, SN 1604

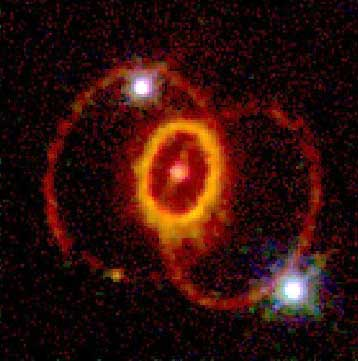
Romanent de supernova, 1987A

Un romanent de supernova és l'estructura nebulosa que resulta d'una explosió gegantina d'una estrella molt massiva que es denomina supernova. El romanent de supernova està envoltat per una ona de xoc que s'expandeix, i consisteix en material expulsat de l'explosió expandint-se, i el material interestel·lar que escombra i xoca durant el camí.
Hi ha dues rutes possibles cap a una supernova: o bé una enorme estrella es queda sense combustible, deixant de generar energia de fusió en el seu nucli, i esclata sota la força de la seva pròpia gravetat per a formar una estrella de neutrons o un forat negre (es denominen supernoves tipus II o tipus Ib o Ic); o una estrella nana blanca pot acumular material des d'una estrella companya fins que arriba a una massa crítica i experimenta una explosió termonuclear en la seva superfície (explosió classificada com a supernova Ia).
En qualsevol cas, l'explosió resultant de la supernova expulsada és molt o tot el material estel·lar amb velocitats de fins a un 1% de la velocitat de la llum, uns 3.000 km/s. Quan aquest material col·lideix amb el circumdant gas circumestel·lar o interestel·lar, forma una ona de xoc que pot escalfar el gas a altes temperatures de fins a 10 milions de K, formant un plasma.
Potser el romanent de supernova jove més famós i millor observat és el format per la SN 1987A, una supernova en el gran núvol de Magalhães, que va ser descoberta en el 1987. No obstant això, l'exemple més típic de resta de supernova és la nebulosa del Cranc (M 1, en la constel·lació de Taure). Altres conegudes restes de supernoves, més velles, inclouen el Tycho (SN 1572), una resta anomenada en honor de Tycho Brahe, que va deixar constància sobre la lluminositat de la seva explosió original (1572), i Kepler (SN 1604), anomenat en honor de Johannes Kepler.

## Resum d'estadis
Un romanent de supernova passa pels següents estadis en expandir-se:
1. Expansió lliure del material ejectat fins que escombra el seu propi pes de medi interestel·lar. Això pot durar entre algunes desenes d'anys fins a unes centenes d'anys, depenent de la densitat dels gasos circumdants.
2. Escombrat fins a l'envoltant exterior de xoc del gas estel·lar. Això inicia la fase de Sedov-Taylor, que es pot modelar usant solucions autoanalítiques. Les fortes ones de xoc i de gasos calents són delineades per l'emissió de raigs X.
3. Refredament de la coberta exterior per a formar una prima (< 1 pc) i densa (1-100 milions d'àtoms per m³) capa que envolta l'interior calent (alguns milions de K). Aquesta fase està governada per la pressió. La coberta externa es pot veure clarament, a causa de la desionització d'àtoms d'hidrogen i oxigen.
4. Refredament de l'interior. La densa capa continua expandint-se a causa de la seva pròpia inèrcia. Aquest estadi de l'evolució es detecta principalment per l'emissió d'ones de ràdio dels àtoms d'hidrogen neutres.
5. Fusió amb el medi estel·lar. Quan el romanent de supernova es desaccelera i arriba a la velocitat del medi que l'envolta, al voltant d'un milió d'anys després, es barreja amb el turbulent medi interestel·lar contribuint a la seva energia cinètica.

## Origen dels raigs còsmics
Els romanents de supernova són la major font de raigs còsmics. L'any 1949, Enrico Fermi va proposar un model d'acceleració de raigs còsmics basat en la interacció d'aquests amb el camp magnètic del medi interestel·lar. Aquest mecanisme es coneix com el "mecanisme de Fermi de segon ordre". Un segon mecanisme d'acceleració de partícules es produïx dintre del front d'ona en la seva expansió en l'espai. Aquest mecanisme ha passat a anomenar-se "mecanisme de Fermi de primer ordre".
Observacions del romanent de supernova SN 1006 en la freqüència de raigs x mostren una emissió de sincrotó que es correspon, de manera consistent, amb la creació de raigs còsmics. No obstant això, aquest mecanisme de creació de raigs còsmics és insuficient per a explicar l'existència de partícules amb energies majors als 1015 eV.